# Spinnin’ Records
Spinnin’ Records – wytwórnia płytowa powstała w 1999 roku w Holandii. Siedziba wytwórni znajduje się w Hilversum w Holandii. Jej założycielami są Eelko van Kooten i Roger de Graaf

## Artyści
| - Afrojack - Abel Ramos - Alesso - Audien - Bassjackers - Beatfreakz - Bingo Players - Blasterjaxx - Booty Luv - Bynon - Cash Cash - Cédric Gervais - Chocolate Puma - Curbi - Daddy’s Groove - Danny Ávila - Dirty South - DVBBS - Eddie Amador | - Erick E - Firebeatz - Giolì & Assia - Hi Tack - Ian Carey - Jay Hardway - John Dahlbäck - Judge Jules - Kaskade - Kate Ryan - KSHMR - Kurd Maverick - Leon Bolier - MaRLo - Marc Mysterio - Marcus Schossow - Matthew Hill - Nadia Ali - NERVO | - Nicky Romero - Oliver Heldens - Para One - Ray & Anita - R3hab - Ron van den Beuken - Sander van Doorn - Sharam - Showtek - Sidney Samson - Sied van Riel - Stefano Noferini - Studio Killers - Tommy Trash - Umek - Univz - Ummet Ozcan - Watermät - Yellow Claw - Yves V |

Źródło